# جائزة أستراليا الكبرى للدراجات النارية 1989
جائزة أستراليا الكبرى للدراجات النارية 1989 هو سباق دراجات نارية أقيم بتاريخ 9 أبريل 1989 في حلبة الجائزة الكبرى بجزيرة فيليب. كان الجولة الثانية من أصل 15 في سباق الجائزة الكبرى للدراجات النارية موسم 1989. فاز الأسترالي واين غاردنر بفئة 500 سي سي بينما جاء الأمريكي وين ريني في المركز الثاني وحصل على المركز الثالث الفرنسي كريستيان سارون.

## وصلات خارجية
- الموقع الرسمي